# Asienspiele 1978/Badminton (Damenmannschaft)
Titelträger im Badminton wurden bei den Asienspielen 1978 in Bangkok in fünf Einzel- und zwei Mannschaftsdisziplinen ermittelt. Die Spiele fanden vom 9. bis zum 20. Dezember 1978 statt. Folgend die Ergebnisse der Damenmannschaften.

## Medaillengewinner
| Disziplin       | Gold                                                                           | Silber                                                                                               | Bronze |
| --------------- | ------------------------------------------------------------------------------ | --- | --- |
| Damenmannschaft | Volksrepublik China Qiu Yufang Zheng Huiming Liang Qiuxia Liu Xia Zhang Ailing | Indonesien Verawaty Wiharjo Imelda Wiguna Theresia Widiastuti Ruth Damayanti Tjan So Gwan Ivanna Lie | Thailand Porntip Buntanon Suleeporn Jittariyakul Thongkam Kingmanee Petchroong Liengtrakulngam Sirisriro Patama |
| Damenmannschaft | Volksrepublik China Qiu Yufang Zheng Huiming Liang Qiuxia Liu Xia Zhang Ailing | Indonesien Verawaty Wiharjo Imelda Wiguna Theresia Widiastuti Ruth Damayanti Tjan So Gwan Ivanna Lie | Japan Saori Kondo Mikiko Takada Atsuko Tokuda Emiko Ueno Yoshiko Yonekura Hiroe Yuki                            |

## Zeitplan
| Datum             | Zeit        | Event        |
| ----------------- | ----------- | ------------ |
| 11. Dezember 1978 | 10:30       | Gruppenphase |
| 12. Dezember 1978 | 10:30       | Gruppenphase |
| 13. Dezember 1978 | 10:30 18:30 | Gruppenphase |
| 14. Dezember 1970 | 10:30       | Finale       |

## Gruppenphase

### Gruppe A
| Pos. | Team       | Pld | W | L | MF | MA | MD | Pts | Qualifikation |
| ---- | ---------- | --- | - | - | -- | -- | -- | --- | ------------- |
| 1    | Indonesien | 2   | 2 | 0 | 6  | 1  | +5 | 2   | Finale        |
| 2    | Thailand   | 2   | 1 | 1 | 4  | 3  | +1 | 1   | Bronze        |
| 3    | Malaysia   | 2   | 0 | 2 | 0  | 6  | −6 | 0   |               |

### Gruppe B
| Pos. | Team                | Pld | W | L | MF | MA | MD | Pts | Qualifikation |
| ---- | ------------------- | --- | - | - | -- | -- | -- | --- | ------------- |
| 1    | Volksrepublik China | 2   | 2 | 0 | 6  | 0  | +6 | 2   | Finale        |
| 2    | Japan               | 2   | 1 | 1 | 6  | 2  | +4 | 1   | Bronze        |
| 3    | Südkorea            | 2   | 0 | 2 | 0  | 6  | −6 | 0   |               |